# Urumea ibaia / Río Urumea
Urumea ibaia / Río Urumea este o arie protejată (arie specială de conservare — SAC, sit de importanță comunitară — SCI) din Spania întinsă pe o suprafață de 73,3 ha, integral pe uscat.

## Localizare
Centrul sitului Urumea ibaia / Río Urumea este situat la coordonatele 43°14′32″N 1°56′30″W / 43.2423°N 1.9418°V.

## Înființare
Situl Urumea ibaia / Río Urumea a fost declarat sit de importanță comunitară în mai 2003 pentru a proteja 13 specii de animale. Situl a fost protejat și ca arie specială de conservare în octombrie 2012.

## Biodiversitate
Situată în ecoregiunea atlantică, aria protejată conține 3 habitate naturale: Pajiști uscate europene, Păduri aluvionare cu Alnus glutinosa și Fraxinus excelsior (Alno-Padion, Alnion incanae, Salicion albae), Fânețe de joasă altitudine (Alopecurus pratensis, Sanguisorba officinalis).
La baza desemnării sitului se află mai multe specii protejate:
- păsări (7): fluierar de munte (Actitis hypoleucos), pescăruș albastru (Alcedo atthis), stârc cenușiu (Ardea cinerea), mierla de apă (Cinclus cinclus), muscar sur (Muscicapa striata), cormoran mare (Phalacrocorax carbo), lăstun de mal (Riparia riparia)
- mamifere (2): Galemys pyrenaicus, nurcă (Mustela lutreola)
- nevertebrate (1): Euplagia quadripunctaria
- pești (3): Alosa alosa, Petromyzon marinus, somonul (Salmo salar)

Pe lângă speciile protejate, pe teritoriul sitului au mai fost identificate 1 specie de păsări.